# Manuel de Cerqueira Daltro Filho
Manuel de Cerqueira Daltro Filho (Cachoeira, 2 de novembro de 1882 — Porto Alegre, 19 de janeiro de 1938) foi um militar brasileiro, tendo governado os estados de São Paulo e Rio Grande do Sul por períodos breves, na condição de interventor federal.

## Carreira
Iniciou sua carreira militar aos 16 anos ao sentar praça no 9° Batalhão de Infantaria em Salvador. Após uma passagem pela cidade do Rio de Janeiro, foi transferido para o Rio Grande do Sul, onde cursou a Escola Tática e de Tiro de Rio Pardo, Rio Grande do Sul. Em 1901 retornou ao Rio de Janeiro para a Escola Militar da Praia Vermelha, onde permaneceu até 1904, quando a escola foi fechada por haver apoiado a Revolta da Vacina.
Entre 1906 e 1908 retornou ao Rio Grande do Sul para cursar a Escola de Guerra em Porto Alegre. Em 1911 foi transferido para Curitiba, onde no ano seguinte passou a integrar o Estado Maior do general Setembrino de Carvalho, tendo participado do combate ao movimento do Contestado. Ainda em Curitiba participou, com os amigos Victor Ferreira do Amaral e Nilo Cairo, em 19 de dezembro de 1912, da criação da Universidade do Paraná, embrião da UFPR, compondo a primeira diretoria da instituição, no cargo de 2° secretário.
Ao estourar a Revolta dos 18 do Forte de Copacabana em 1922 era comandante da 3a Companhia de Metralhadoras no Rio de Janeiro. Companhia esta integrada ao destacamento do general João de Deus Menna Barreto no combate aos revoltosos.
Major no governo de Artur Bernardes, foi ajudante de ordens do presidente da república. No final do mandato foi nomeado adido militar na Bélgica. Retornou ao Brasil em 1928, onde assumiu o comando do 7° Regimento de Infantaria de Santa Maria. Em 1929 matriculou-se na Escola de Aperfeiçoamento de Oficiais no Rio de Janeiro.
Durante a Revolução de 1930 combateu a Aliança Liberal, que depôs o presidente Washington Luís e levou Getúlio Vargas ao poder. Tendo organizado as forças governistas na região de Nova Friburgo. Após a derrota, entretanto, se aproximou do novo governo e passou a apoiá-lo. 
Combateu a Revolução de 1932, cercando as tropas revoltosas em Cruzeiro e depois com Newton Cavalcanti isolou a capital São Paulo. Foi depois nomeado interventor federal interino no estado de São Paulo durante dois meses, antes da posse de Armando de Sales Oliveira.
No período de 1 de fevereiro de 1933 a 6 de maio de 1934, comandou a 2ª Região Militar, em São Paulo. Foi destituído do cargo em 1934 por apoiar a candidatura de Goes Monteiro à presidência. Foi então nomeado para  8ª Região Militar, em Belém.
Nomeado comandante da 3ª Região Militar, sediada em Porto Alegre, em agosto de 1937, foi um dos principais apoiadores do golpe que instaurou o Estado Novo. Combateu, então, a resistência organizada pelo então interventor do Rio Grande do Sul, José Antônio Flores da Cunha. Com a deposição e o exílio de Flores da Cunha, Daltro Filho foi empossado como interventor federal no estado, em 17 de outubro de 1937, pouco antes da instauração oficial da ditadura, em 10 de novembro do mesmo ano.
Permaneceu, entretanto, apenas três meses no cargo, até a sua morte em 19 de janeiro de 1938.